# 蒲县真武祠
蒲县真武祠，位于山西省临汾市蒲县城南翠屏山腰，是一座道观。
蒲县真武祠始建于明永乐年间，香火旺盛数百年。现仅存大殿60平米，青砖垒砌，供奉真武大帝。真武殿使用孔雀蓝色琉璃瓦。顶部砖雕，俗称八卦悬顶。
2021年8月4日，蒲县真武祠公布为第六批山西省文物保护单位，编号6-250。